# 여성 참정권 운동가

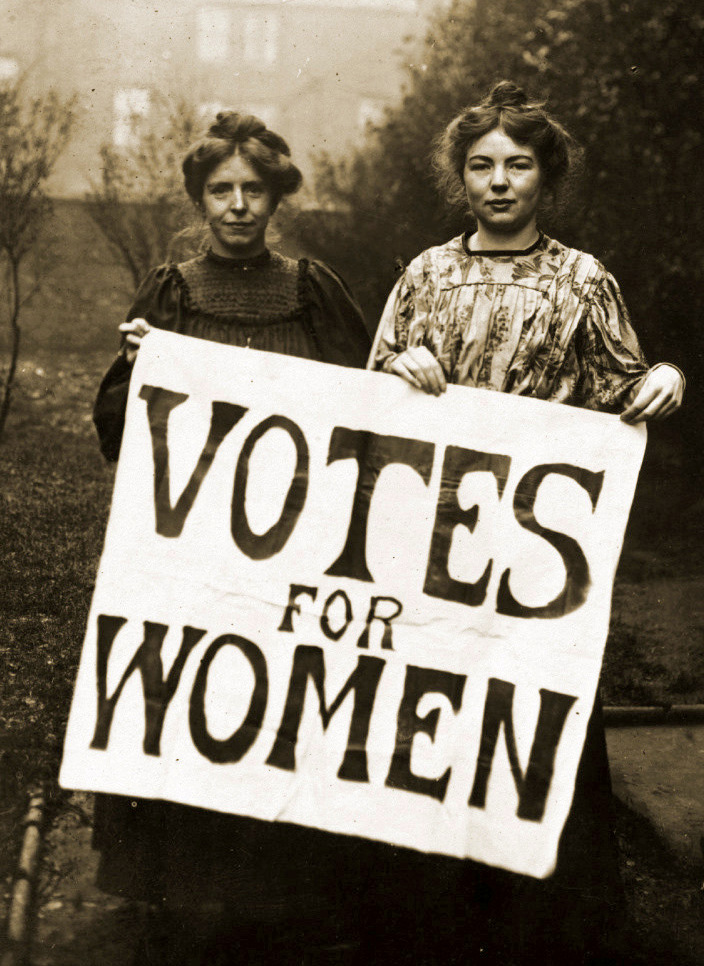
1908년 WSPU의 애니 케니와 크리스타벨 팽크허스트

여성 참정권 운동가(女性 參政權 運動家) 또는 서프러제트(suffragette)는 여성의 선거권을 주장하던 사람들이다. 대표적으로 에멀린 팽크허스트가 있다.
단어 suffragette는 참정권을 뜻하는 단어, suffrage에 여성형 접미사 -tte가 붙어 만들어졌다.

## 같이 보기
- 미국의 여성 참정권